# Amal
Amal (arabsky: امل, doslova „naděje“) celým názvem Libanonské pluky odporu (arabsky أفواج المقاومة اللبنانية, Afwáj al-Muqawama al-Lubnáníja, či jen hnutí Amal, arabsky: حركة أمل, Harakat Amal) je libanonská parlamentní politická strana a milice, v současnosti nejsilnější ší'itská politická strana v Libanonu.

## Historie
Byla založena roku 1975 jako ozbrojené křídlo ší'itského politického uskupení Hnutí vykořeněných, které o rok dříve založili Musa al-Sadr a Husajn el-Husajní. Během libanonské občanské války se stala jednou z nejvýznamnějších ší'itských milicí. Silnou pozici získal díky podpoře a styky se Sýrií a 300 tisíc ší'itských uprchlíků z jižního Libanonu, kteří z této oblasti odešli v důsledku izraelských vojenských operací. Cílem Amalu bylo získat větší uznání libanonského ší'itského obyvatelstva a podíl na vládních zdrojích pro ší'ity ovlády jih země.
V době svého největšího vrcholu měla milice 14 tisíc členů. Během občanské války bojovala proti palestinským uprchlíkům a svedla krvavou bitvu o Bejrút se svým ší'itským rivalem hnutím Hizballáh, což vyústilo v syrskou vojenskou intervenci. Hizballáh byl založen někdejšími nábožensky založenými členy Amalu, kteří milici opustili poté, co se jejího vedení ujal Nabí Berrí. Od roku 1990 má Amal zastoupení v libanonském parlamentu a vládě a její vůdce Nabí Berrí je od roku 1992 předsedou parlamentu. Po volbách v roce 2009 má Amal ve 128členném parlamentu 13 poslanců.